# SchücoArena
La SchücoArena est un stade de football situé à Bielefeld dans le Land de Rhénanie-du-Nord-Westphalie en Allemagne.
Le stade appartient au club du DSC Arminia Bielefeld, qui y joue ses matchs à domicile. Il a une capacité de 26 137 places.

## Histoire
Le 8 août 2014, en raison de différents travaux d'aménagements récents, notamment l'élargissement de la tribune presse et la mise en place de nouvelles normes de sécurité, la capacité du stade est officiellement réévaluée à 26 137 places, soit une perte d'environ 600 places par rapport à l'ancienne configuration,.

## Événements
- Coupe du monde de football féminin 2011

## Galerie

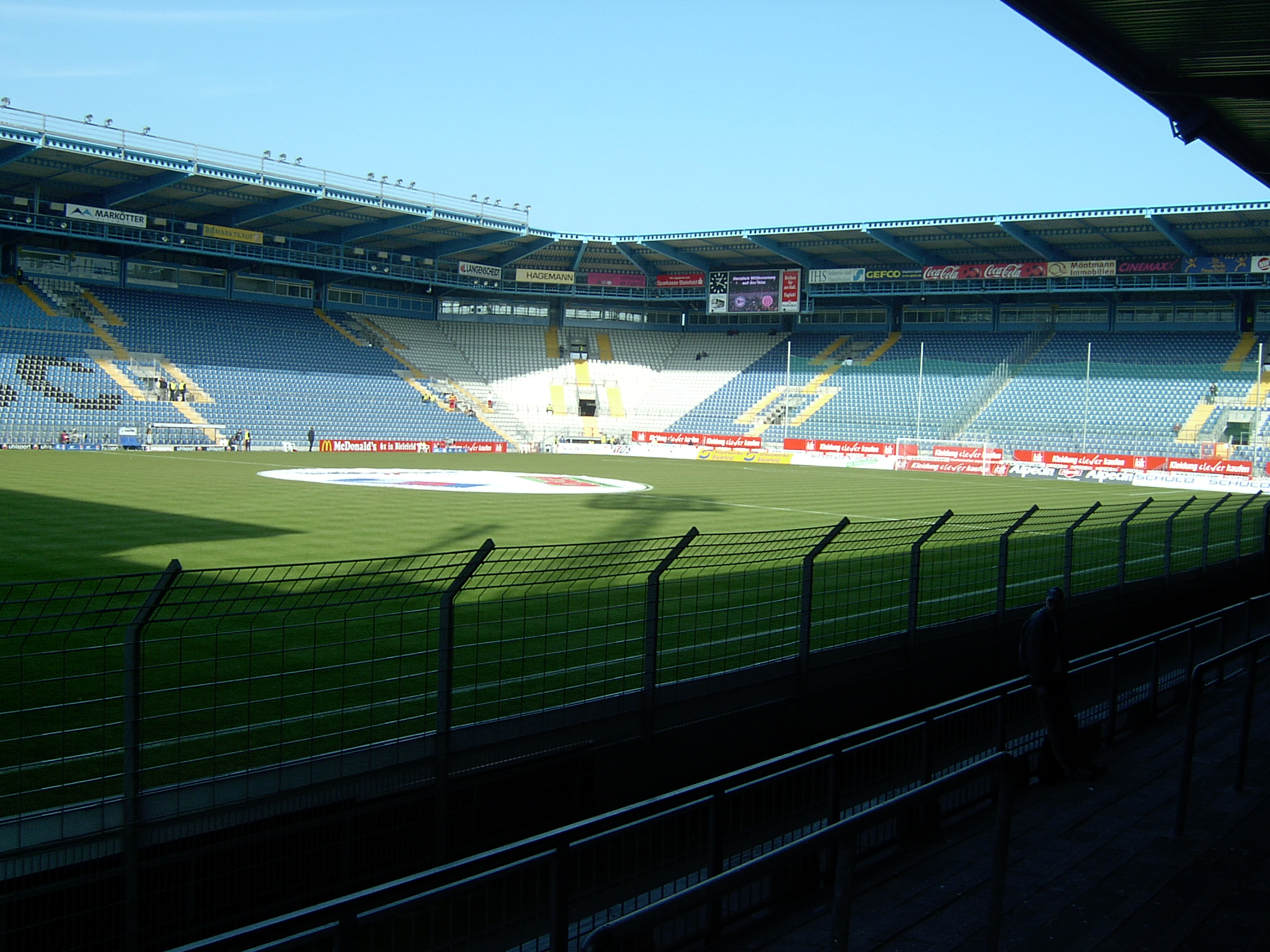
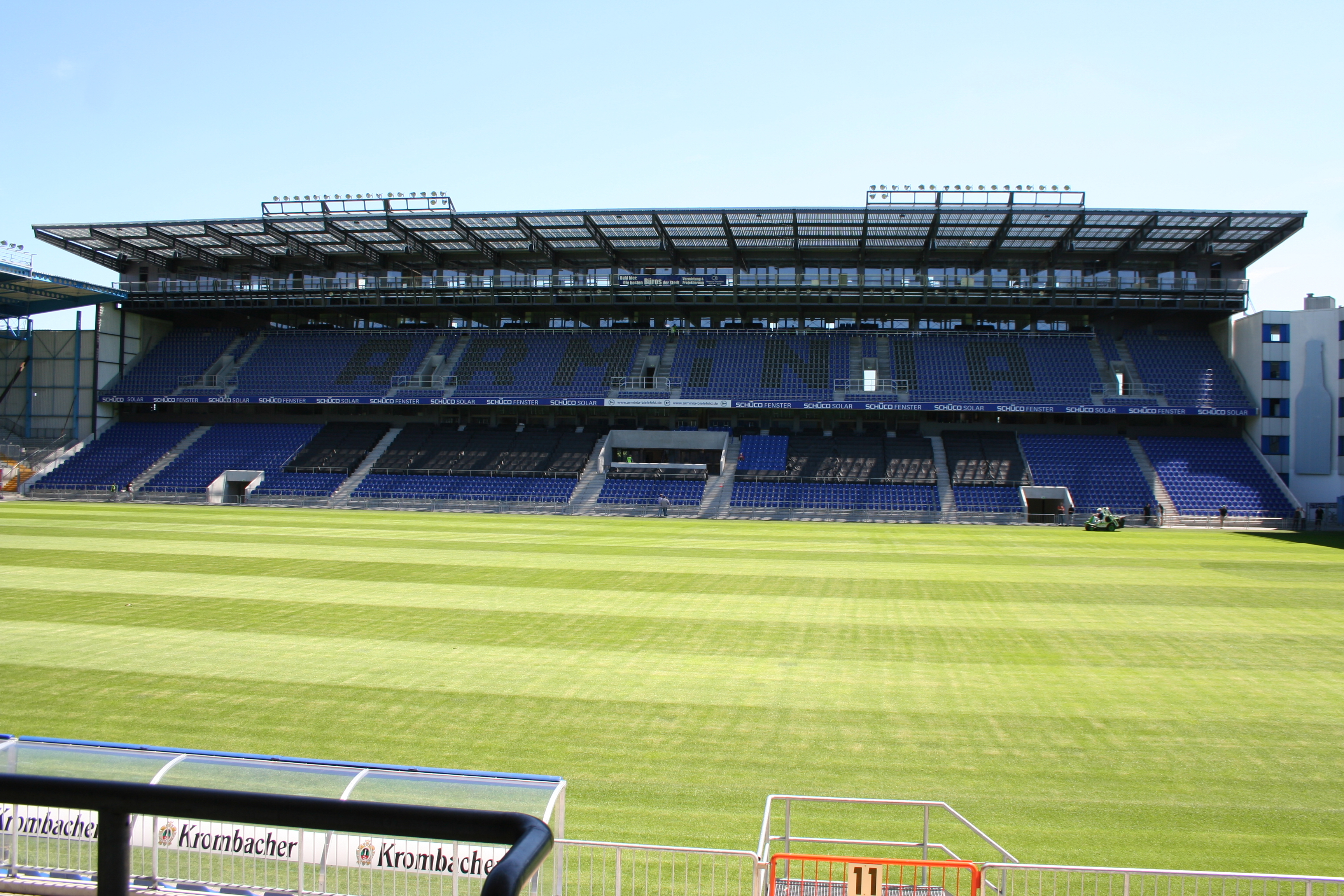
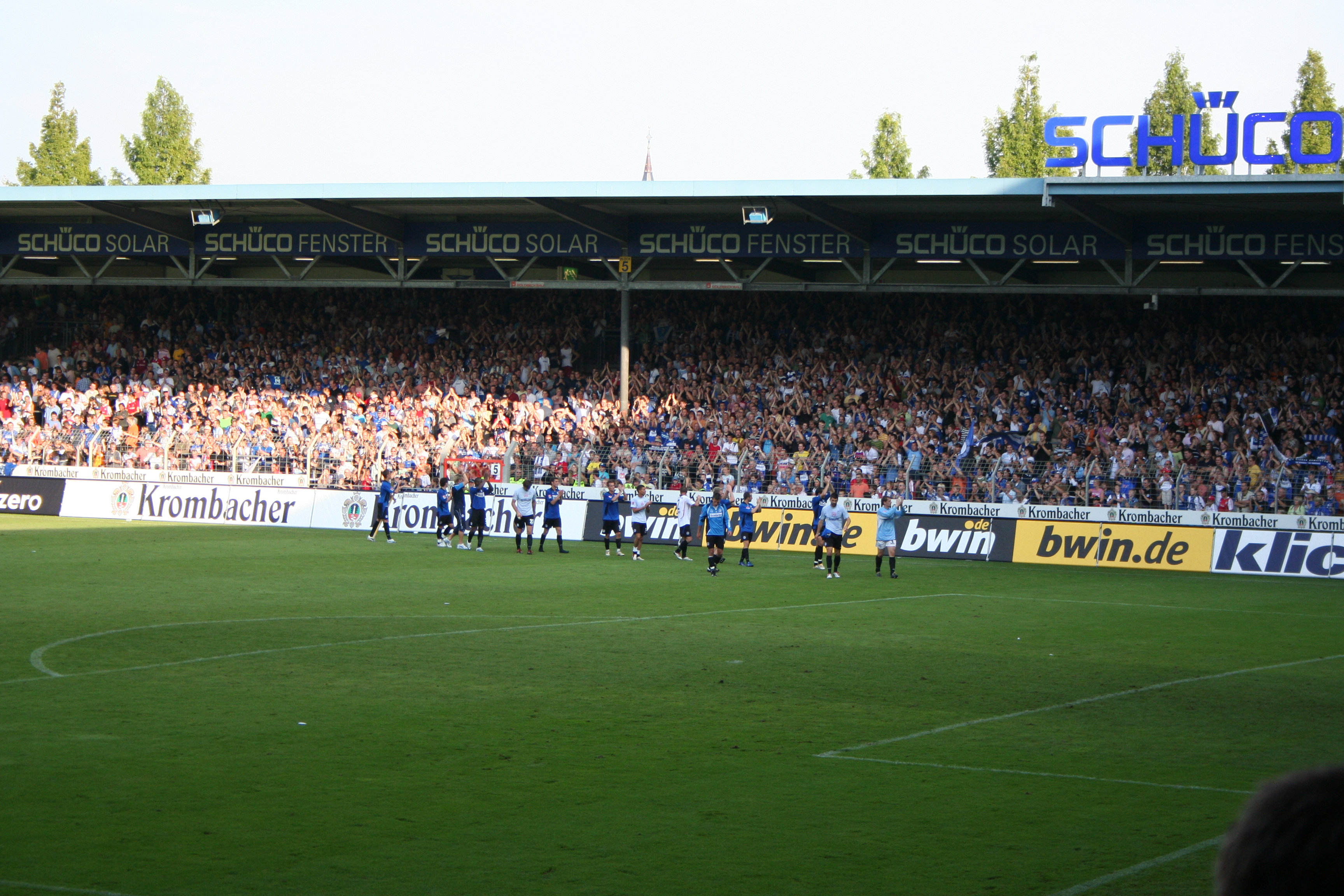
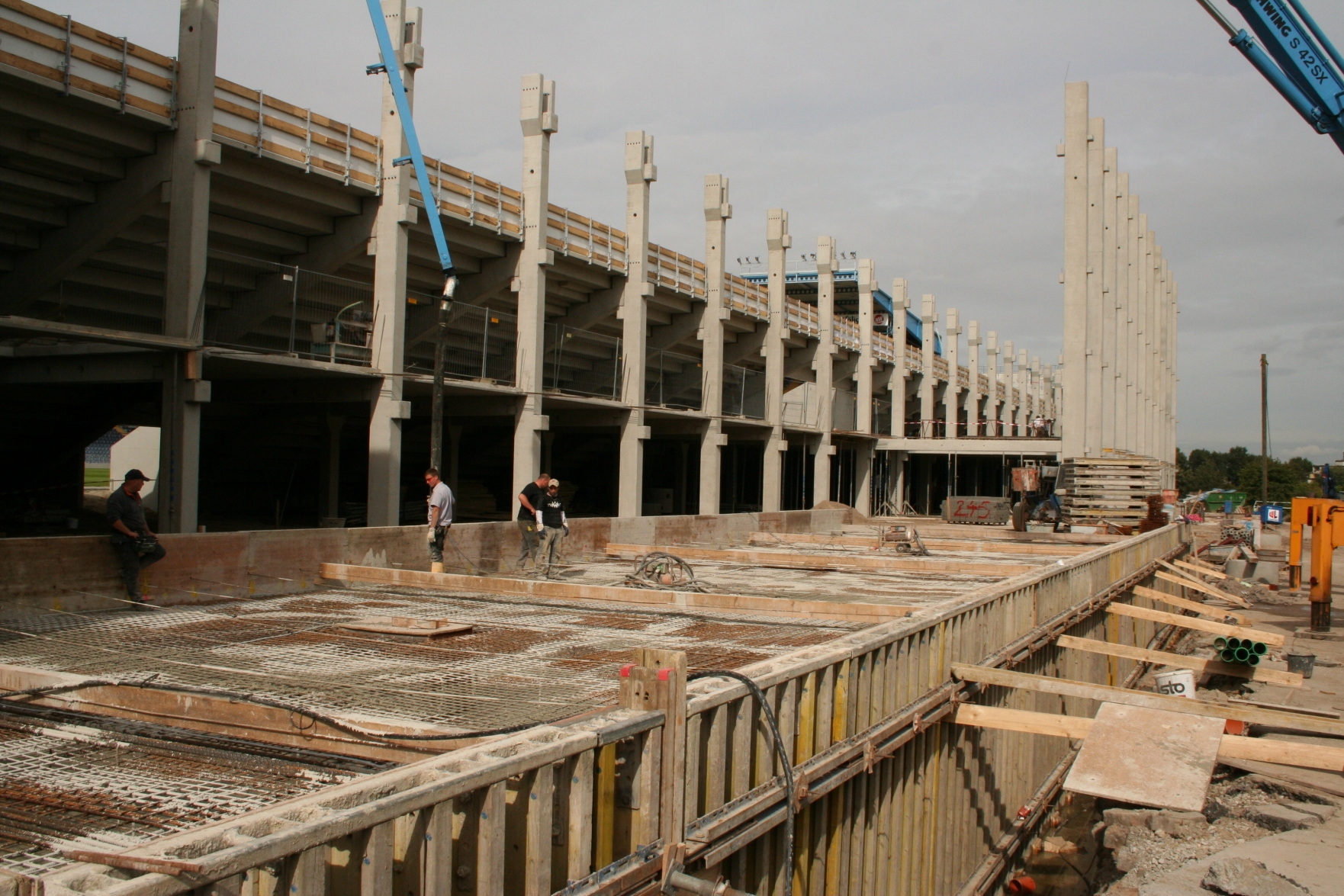